# 독일 국민주의

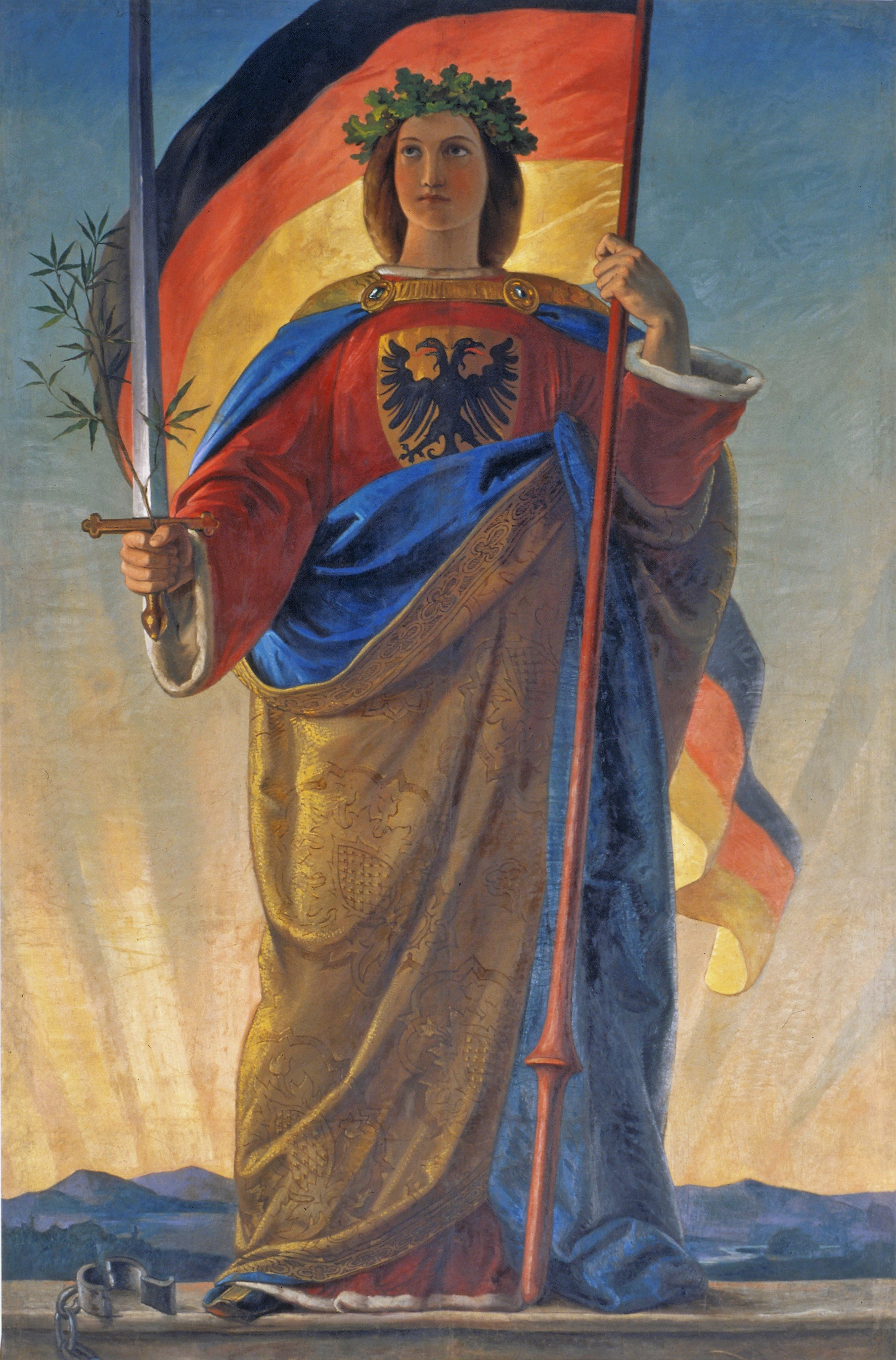
독일을 의인화한 알레고리인 게르마니아, 흑-적-금 국기와 제국 독수리는 독일 국민주의의 상징이다.

독일 국기.

독일 국민주의(독일어: Deutscher Nationalismus 도이처 나티오날리스무스[*])는 독일인 및 독일어 사용자의 국민 국가로서의 통합을 추진하고자 하는 이념을 일컫는다. 독일 국민주의는 독일인의 민족 정체성에서 자부심을 갖고, 이를 강조한다. 독일 국민주의 최초의 연원은 범독일주의가 대두하기 시작한 나폴레옹 전쟁 와중에 탄생한 낭만적 민족주의와 함께 시작한다. 독일 국민 국가의 옹호는 나폴레옹하 프랑스가 독일 지역을 침공한 것에 대한 반응으로서 주요 정치 집단을 형성하며 자리매김한다.
19세기 독일인들은 독일 문제에 관하여 독일 국민 국가가 오스트리아를 제외한 "소독일"로 구성되어야 하는가, 오스트리아를 포함한 "대독일"로 구성되어야 하는가 논쟁하였다. 프로이센 수상 오토 폰 비스마르크가 주도한 당파는 소독일주의를 추구하였다.
공격적인 독일 국민주의 및 영토 팽창은 두 차례의 세계 대전을 이끈 주요 요인이다. 제1차 세계 대전 이전부터 독일은 영국과 프랑스와 경쟁하고자 식민 제국을 형성하였다. 1930년대 나치당이 권력을 잡게 되어, 혈통으로서의 독일인 정체성을 강조하고 타 민족을 배제하였으며, 독일의 위대함을 강조하면서 대 게르만 제국을 형성하고자 하였다. 이는 결국 제2차 세계대전 당시 홀로코스트로 유대인, 폴란드인, 집시 및 타 민족들을 인간 이하(운터멘쉬Untermenschen)로 간주하고 학살로 이끈 원인이 되었다. 
나치 독일의 패배 이후, 독일 국가는 냉전의 서막을 열며 동독과 서독으로 나눠지게 되었으며, 동독과 서독 모두 독일인 정체성을 갖고, 비록 다른 맥락에서의 재통합이기는 하나 두 국가 모두 재통합을 목표로 하였다. 유럽 연합의 창설은 부분적으로 독일인 정체성을 유럽 정체성으로 만들기도 하였다. 서독은 전후 경제 기적을 맛보았으며, 이는 곧 이주 노동자 프로그램을 창설하게 된 원인이었다. 많은 이주 노동자들, 특히 독일의 터키인 이주 노동자들은 독일에 정착하여, 민족적, 문화적 정체성에 대한 의문과 갈등을 불러오기도 했다.
독일 통일은 독일 안팎 모두에 어느 정도 불안을 가져온 1990년의 전환점(Die Wende)을 계기로 이루어졌다. 이후 독일은 유럽 내 강대국으로 부상하였다. 유럽 국가 부채 위기와 유럽 난민 위기에서 보인 독일의 역할은 특히 그리스 국가 부채 위기에서 독일이 권위적으로 국력을 남용하고 있다는 비판을 받기도 하였으니, 독일 안팎으로 국제 사회에서의 독일의 역할에 대한 의문을 낳았다.
1945년 이후로 독일이 나치 정권과 그들이 벌인 잔혹한 행위들과 단절한 이후, 독일 국민주의는 독일 국내에서 터부시되었으며, 독일 사람들은 자신들의 과거를 인정해야 하는 힘겨운 길로 나아갔으나, 과거와 현재의 업적에 대하여 자부심을 갖기도 한다. 독일 문제는 이 같은 관점에서 전적으로 해결되지 않았다. 국가 자부심은 독일이 2006년 FIFA 월드컵을 개최하자, 독일 국내를 휩쓸었다. 독일 민족 정체성과 긍지를 강조하는 극우 정당들은 제2차 세계 대전이 끝나고 나서도 존재하였으나, 권력을 잡은 적은 단 한 번도 없다.

## 역사

### 세계의 정세
프랑스는 대전쟁 이후 큰 피해를 입었다. 종전 이후, 이와 같은 전쟁이 재발할 가능성에 대비하여 국방장관인 마지노가 만든 요새를 마지노선이라고 한다. 마지노선은 보불 전쟁기 빼앗겼으나 베르사유 조약으로 독일로부터 재탈환한 영토인 알자스-로렌 지역의 독불 국경을 따라 건설되었다. 
그 외에도 상당히 다양한 문제가 터져나오기 시작하는데, 바로 출생율 감소와 병역기피에 따른 인력 부족, 정치-국가의 불안정 등을 그 예로 들 수 있다. 말하자면 끊임없이 이야기할 수 있을 정도로 사회의 전반적인 문제가 터져나왔다. 영국 또한 대전쟁의 여파로 골치를 겪었는데, 바로 퇴역군인이 늘어남에 따라 일자리가 부족해진 것이다. 
한편으로는 독일 바이에른 공화국에서는 하이퍼 인플레이션이 일어나고 있었다.

### 시대적 배경
독일의 카이저가 1차 세계대전을 일으킨 뒤 동맹국과 함께 협상국에 의해 패망하게 된 사건 이후 대전쟁에 지친 협상국은(물론 모든 전쟁을 끝내기 위한 전쟁이란 명분 또한 그러했지만)
구 독일제국에 징벌적 배상금인(추가 부탁)마르크를 배상하라 하였다. 전쟁을 하지 못하게 막은 것이었지만, 결과적으로는 2차 세계대전의 원인이 되었다.
그 후 독일(바이에른 공화국)의 마르크의 가치는 크게 줄어들었다. 전쟁전 1 마르크였던 물건이 전쟁후 1조 마르크가 된것이었다. 독일의 경제는 복구 불가능일 정도로 나락으로 떨어져 나가고 있었다. (그것을 하이퍼 플래이션이라 부른다.)

## 같이 보기
- 북유럽주의
- 범스칸디나비아주의
- 독일의 통일